# 貝雷濟納 (新羅茲迪爾市鎮)
49°26′46″N 24°4′2″E / 49.44611°N 24.06722°E

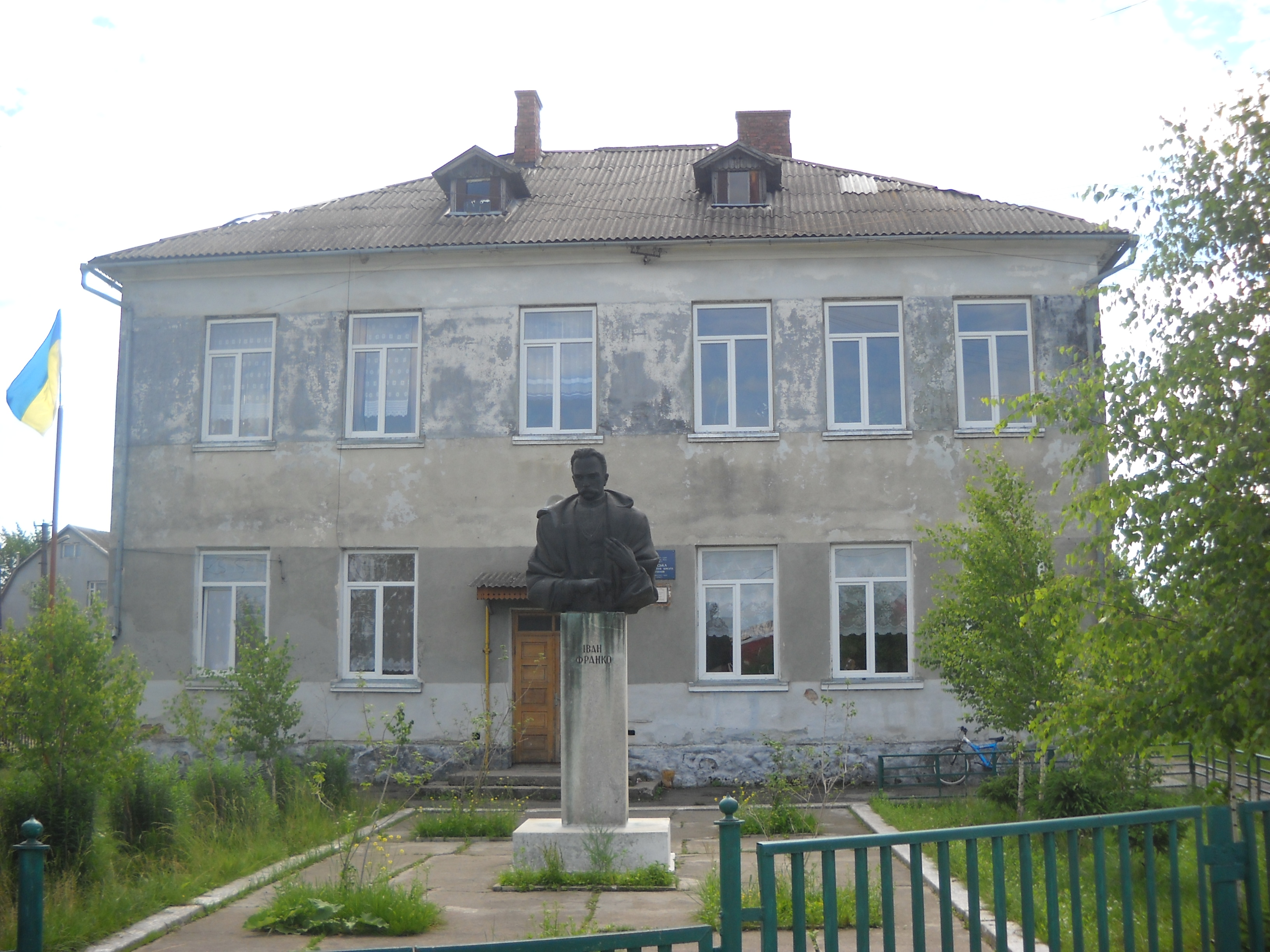
学校

贝雷濟納（烏克蘭語：Березина），是烏克蘭西部利維夫州斯特雷區新罗兹迪尔市镇的村落。始建於1439年，面積2.58平方公里，海拔高度295米，2001年人口2,127。